# منعكس معدي قولوني
في  المنعكس المعدي القولوني  أو  الاستجابة المعدية القولونية  هو واحد من ردود فعل فيزيولوجية المسيطرة على حركة أو تمعج، القناة الهضمية. حيث يؤدي إلى زيادة حركة القولون استجابة لتمتد في جدار المعدة أو المنتجات الهضمية في الأمعاء الدقيقة.، وهذا المنعكس هو المسؤول عن الرغبة في التبرز بعد تناول وجبة الطعام. (الأمعاء الدقيقة تظهر أيضا استجابة حركية مماثلة). والمنعكس المعدي القولوني يساعد على افساح المجال لمزيد من الغذاء.
وأظهرت تسجيلات العضلات الكهربائية في قولونات الحيوانات والبشر، أظهرت زيادة في النشاط الكهربائي في غضون أقل من 15 دقيقة بعد تناول الطعام. التسجيلات أظهرت أيضاً أن المنعكس المعدي القولوني متفاوت في توزيعه في جميع أنحاء القولون. في القولون السيني هو أكثر تأثراً من الجانب الأيمن من القولون من حيث طور الاستجابة، إلا أن استجابة المنشَطة عبر القولون غير مؤكدة. عند زيادة الضغط داخل المستقيم يزداد تاثير المنعكس المعدي القولوني كحافز للتبرز. وهناك عدد من نيوروببتيد قد تلعب دور وسيط في المنعكس المعدي القولوني. وتشمل هذه السيروتونين، neurotensin، كوليسيستوكينين (CCK)، وغاسترين.
سريرياً، فقد اتهم المنعكس المعدي القولوني في التسبب في متلازمة القولون العصبي: حيث أن الأكل أو الشرب يؤدي إلى رد فعل مبالغ فيه بالنسبة إلى المنعكس في بعض المرضى الذين يعانون من متلازمة القولون العصبي بسبب حساسيتها الشديدة، وهذا يمكن أن يؤدي إلى آلام في البطن أو إسهال أو إمساك، حيث ان السيروتونين يقلل من الاستجابة للمنعكس.

## وصلات خارجية
- "Gastrocolic reflex" في معجم دورلاند الطبي